# Dietrich IV. von Lothringen
Dietrich IV. von Lothringen († 1181) war von 1174 bis 1179 Bischof von Metz.

## Leben
Dietrich entstammte dem Geschlecht Châtenois, welche die Herzöge von Lothringen stellten. Seine Eltern waren Matthäus I., Herzog von Lothringen und Bertha (Judith) eine Tochter Friedrichs II., Herzog von Schwaben. Dietrich war Domherr in Toul und wurde dort 1164 Archidiakon. Nach dem Tod seines Onkels, des Bischofs von Toul, Heinrich von Lothringen, wurde er 1165 Propst der Stiftskirche in Saint-Dié und 1166 auch Propst von Saint-Gengoult in Toul. 1169 wurde auch Archidiakon von Metz. 1174 wurde er mit Unterstützung seines Onkels, Kaiser Friedrich I. Barbarossa, zum Bischof von Metz gewählt. Papst Alexander III. verweigerte Dietrich jedoch die Bestätigung, das 3. Laterankonzil setzte ihn 1179 ab und ernannte Bertram zu seinem Nachfolger.